# Joker: Folie à Deux
Joker: Folie à Deux és una pel·lícula de thriller musical estatunidenca de 2024 dirigida per Todd Phillips i coescrita per Phillips i Scott Silver. S'ha subtitulat al català.
Joaquin Phoenix torna a interpretar el personatge de DC Comics, el Joker, i Lady Gaga interpreta a Harley Quinn. Zazie Beetz també reprèn el seu paper de la primera pel·lícula. Seqüela directa de Joker del 2019, la pel·lícula està dirigida per Todd Phillips, que també va coescriure el guió amb Scott Silver. Està produïda per Warner Bros. Pictures i DC Studios en associació amb Village Roadshow Pictures, Bron Creative i Joint Effort. El rodatge va tenir lloc a Los Angeles, Nova York, i Cedar Grove, Nova Jersey, des de desembre de 2022 fins a abril de 2023.
La pel·lícula compta amb elements musicals i Hildur Guðnadóttir ha compost la seva partitura musical, tornant de la primera pel·lícula.
Es va estrenar el 4 d'octubre de 2024 per Warner Bros. Pictures.

## Premissa
Després d'assassinar Murray Franklin en directe a la televisió, Arthur Fleck és empresonat a Arkham Asylum, on coneix a Harleen Quinzel. Tots dos s'enamoren i experimenten una bogeria musical a través dels seus deliris compartits, mentre que els seguidors de Fleck inicien un moviment per alliberar-lo d'Arkham i submergir Gotham City en el caos.